# Quercus chapmanii
Quercus chapmanii — вид рослин з родини букових (Fagaceae); ендемік південного сходу США.

## Опис
Кущ або як невелике дерево заввишки 0.5–15 м. Кора неправильно луската, світло-сіра. Гілочки коричнево-жовті, густо запушені. Листки 2–9 × 1.2–4 см, напіввічнозелені, від довгастих до зворотно-яйцюватих; основа клиноподібна; верхівка яйцеподібна або трикутно-лопатева; поля хвилясті, іноді віддалено лопатеві біля верхівки, часто цілі; верх блискучий темно-зелений; низ блідіший, спочатку вовнистий, стає більш-менш голим; ніжка листка довжиною 1–3(5) мм, злегка волохата. Чоловічі квітки на кінці гілочок, у сережках 7–12 см; період цвітіння: кінець зими — рання весна. Жолуді по 1–2 на ніжці 1–6(35) мм; горіх світло-коричневий, від яйцюватого до бочкоподібного, 15–20 × 9–13 мм, верхівка округла, гола або запушена; чашечка напівсферична, глибиною 5–11 мм × 10–15 мм завширшки, укриває 1/3–1/2 горіха; дозріває в перший рік.

## Середовище проживання
Ендемік південного сходу США: Флорида, узбережжя Алабами, узбережжя Джорджії, узбережжя Південної Кароліни.
Населяє відкриті соснові ліси, чагарники, ксерофітні дубові чагарники, піски біля узбережжя. Росте на висотах 0–100 м.

## Використання
Цей дуб є значним джерелом їжі для різноманітної дикої природи — від птахів до великих ссавців. Вид має лікарське застосування завдяки таніну.

## Етимологія
Видовим епітетом вшановано  флоридського лікаря і ботаніка Елвіна Чепмена (1809-1899), який першим описав цей вид.

## Галерея

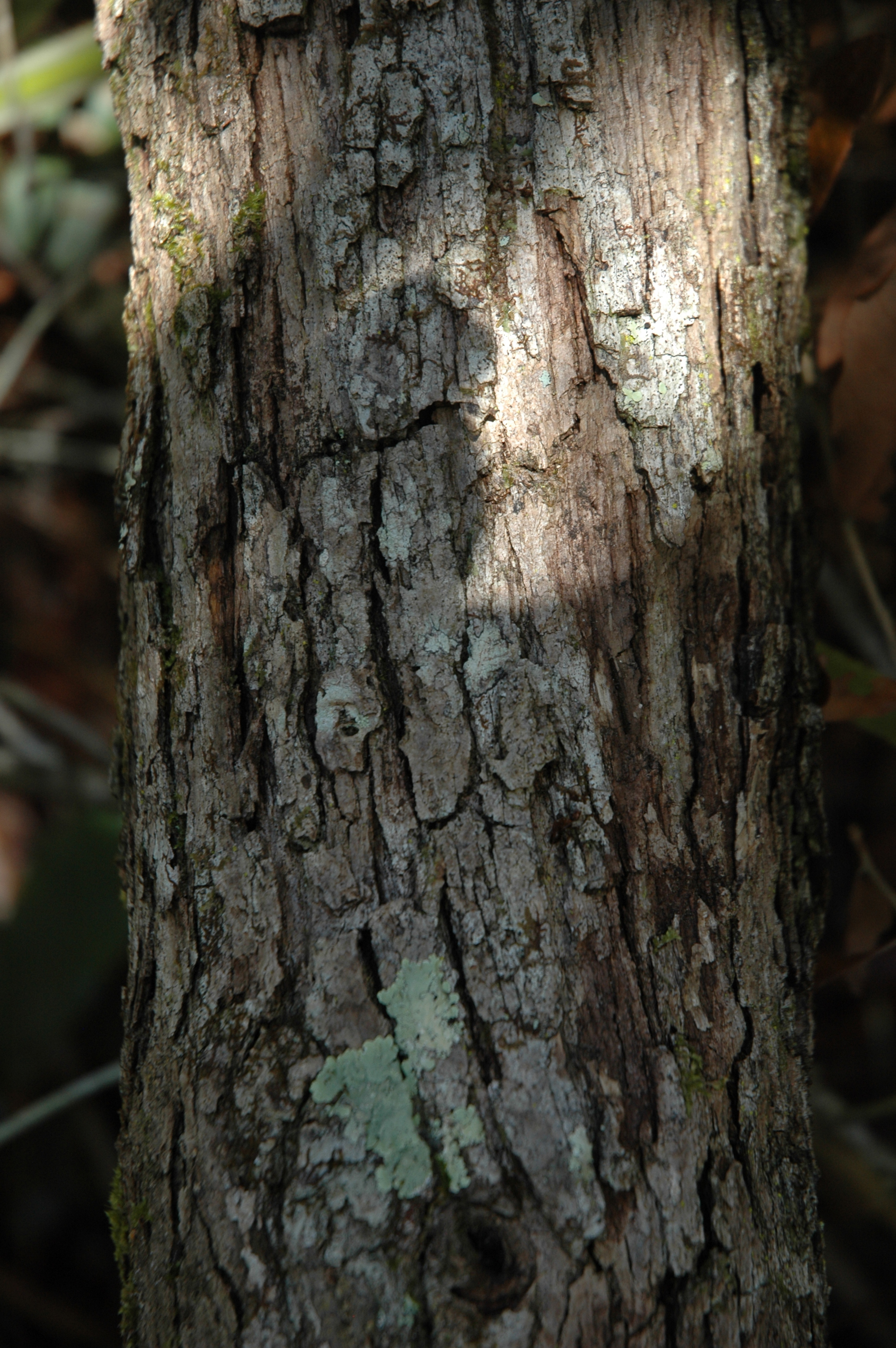
стовбур
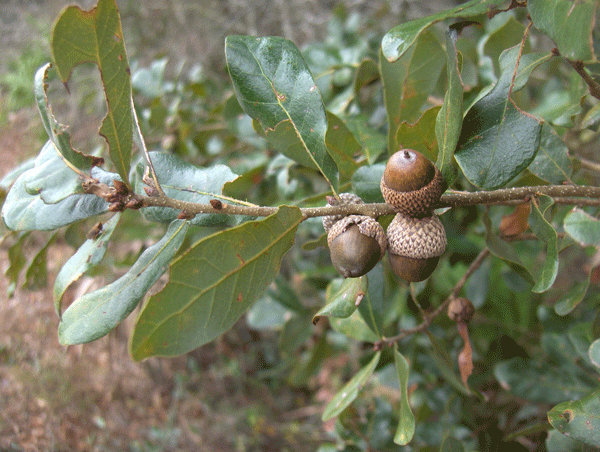
листки й жолуді